# Fredrik Olsson (musikentreprenör)
Fredrik Mathias Olsson, född 4 december 1967 i Stockholm, är en svensk musikförläggare, manager, A&R executive, skivbolagsman.
 Fredrik Olsson har verkat inom musikbranschen sedan 1989. Han har bland annat varit chef för A&R och marknadsföring på flera skivbolag, och under flera år även ansvarat för A&R på olika musikförlag. Karriären inleddes på Planet Records & Music och fortsatte sedan på MCA/Universal, Scandinavian Records och EMI Music Publishing Scandinavia. Ett mångårigt samarbete med Anders Bagge ledde till att de 2008 gemensamt startade bolaget Razor Boy Music Publishing, där Olsson är VD och ansvarig för det kreativa samt administrativa. Fredrik Olsson har kontrakterat och arbetat med låtskrivare och producenter som Eshraque "iSHi" Mughal, Noonie Bao, Mim och Liv Nervo  Nervo (duo), Jo Perry och Didrik Thott.
Fredrik Olsson är son till orkesterledaren och musikproducenten Mats Olsson (1929–2013).

## A&R Credits (urval)
- David Guetta feat Kelly Rowland – ”When love takes over” (publisher)
- David Guetta feat Kelly Rowland – ”It`s the way you love me”  (publisher)
- David Guetta – ”Sound of letting go)  (publisher)
- Kesha – ”Boots and boys”  (publisher)
- Kesha – ”VIP”  (publisher)
- Cheryl Cole – ”Only human”  (publisher)
- Kylie Minogue - ”Put your hands up  (If you feel love)”  (publisher)
- Stooshe – ”Black heart”  (publisher)
- Stooshe – ”Love me”  (publisher)
- Stooshe  - ”Slip”  (publisher)
- Stooshe – ”london with the lights on”  whole album (publsiher)
- Celine Dion – ”Shadow of love”  (publisher)
- Union J – ”Beautiful life”  (publisher)
- Allison Iraheta – ”Don`t waste the pretty”  (publisher)
- Charice – ”Nothing”  (publisher)
- Armin van Buuren feat Sophie Ellis Bextor – ”Not giving up on love”  (publisher)
- Armin van Buuren – ”Broken tonight”  (publisher)
- Armin van Buuren feat Nadia Ali – ”Feels so good”  (publisher)
- Armin van Buuren feat Laura V – ”Drowning” (publisher)
- Kumi Koda – ”Bambi”  (publisher)
- Exile – ”Rising sun”  (publisher)
- Kat-Tun – ”Cosmic child”  (publisher)
- Kat-Tun – ”My secret” (publisher)
- Kat-Tun – ”Dangerous”  (publisher)
- Hey say jump – ”Jumpa round the world” (publisher)
- Girls Generation – ”Library”  (publisher)
- Girls Generation – ”All my love is for you”  (publisher)
- Girls Generation – ”Flyers”  (publisher)
- Namie Amuro – ”Hot girls”  (publisher)
- Namie Amuro – ”Only you”  (publisher)
- Namie Amuro  – ”In the spotlight (Tokyo)” (publisher)
- EXO – ”3.6.5” (publisher)